# Djurgården Hockey 2006/2007
Djurgården Hockey spelade i Elitserien i ishockey säsongen 2006/2007 slutade på plats 10 i grundserien. Tabellplaceringen ledde till att säsongen var slut efter grundserien och att Djurgården missade Elitseriens slutspel. 

## Grundserien
- 19/9	Mora IK (h)	5 - 2 (1 - 0, 2 - 1, 2 - 1)
- 21/9	Frölunda HC (b)	3 - 3 (2 - 1, 1 - 0, 0 - 2, 0 - 0)
- 24/9	Linköpings HC (h)	6 - 2 (0 - 0, 2 - 2, 4 - 0)
- 26/9	MODO Hockey (b)	2 - 4 (0 - 2, 1 - 0, 1 - 2)
- 28/9	Färjestads BK (b)	2 - 3 (0 - 2, 1 - 0, 1 - 1)
- 3/10	Skellefteå AIK (h)	3 - 4 (1 - 1, 0 - 2, 2 - 1)
- 5/10	HV71 (b)	3 - 3 (0 - 1, 1 - 2, 2 - 0, 0 - 0)
- 7/10	Timrå IK (h)	3 - 1 (1 - 1, 1 - 0, 1 - 0)
- 10/10	Luleå HF (b)	1 - 3 (0 - 0, 1 - 1, 0 - 2)
- 12/10	Brynäs IF (h)	3 - 2 (0 - 1, 2 - 0, 0 - 1, 1 - 0)
- 16/10	Mora IK (b)	1 - 5 (1 - 1, 0 - 0, 0 - 4)
- 19/10	Frölunda HC (h)	2 - 0 (0 - 0, 0 - 0, 2 - 0)
- 21/10	Linköpings HC (b)	1 - 2 (0 - 1, 1 - 0, 0 - 1)
- 24/10	MODO Hockey (h)	3 - 1 (0 - 0, 0 - 0, 3 - 1)
- 26/10	Färjestads BK (h)	2 - 2 (0 - 1, 2 - 0, 0 - 1, 0 - 0)
- 28/10	Skellefteå AIK (b)	2 - 0 (1 - 0, 0 - 0, 1 - 0)
- 30/10	HV71 (h)	3 - 4 (0 - 2, 2 - 1, 1 - 1)
- 2/11	Timrå IK (b)	0 - 4 (0 - 3, 0 - 0, 0 - 1)
- 5/11	Luleå HF (h)	3 - 3 (1 - 2, 1 - 1, 1 - 0, 0 - 0)
- 16/11	Malmö Redhawks (h)	2 - 5 (1 - 2, 0 - 1, 1 - 2)
- 18/11	Brynäs IF (b)	3 - 3 (0 - 1, 0 - 2, 3 - 0, 0 - 0)
- 20/11	Luleå HF (b)	2 - 4 (0 - 1, 1 - 2, 1 - 1)
- 23/11	Malmö Redhawks (h)	4 - 3 (1 - 1, 2 - 1, 0 - 1, 1 - 0)
- 25/11	MODO Hockey (h)	2 - 4 (2 - 0, 0 - 0, 0 - 4)
- 28/11	Skellefteå AIK (b)	1 - 3 (0 - 3, 1 - 0, 0 - 0)
- 30/11	Frölunda HC (b)	1 - 5 (1 - 2, 0 - 1, 0 - 2)
- 2/12	Färjestads BK (h)	4 - 5 (3 - 1, 1 - 2, 0 - 1, 0 - 1)
- 4/12	Mora IK (h)	6 - 0 (1 - 0, 1 - 0, 4 - 0)
- 7/12	HV71 (b)	1 - 5 (0 - 1, 0 - 2, 1 - 2)
- 10/12	Linköpings HC (h)	4 - 4 (0 - 1, 1 - 1, 3 - 2, 0 - 0)
- 19/12	Timrå IK (h)	6 - 1 (1 - 0, 4 - 0, 1 - 1)
- 21/12	Brynäs IF (b)	1 - 4 (0 - 3, 0 - 0, 1 - 1)
- 27/12	Luleå HF (h)	2 - 1 (1 - 0, 0 - 0, 1 - 1)
- 29/12	Malmö Redhawks (b)	5 - 2 (3 - 1, 2 - 0, 0 - 1)
- 2/1	MODO Hockey (b)	0 - 3 (0 - 1, 0 - 2, 0 - 0)
- 4/1	Skellefteå AIK (h)	2 - 0 (2 - 0, 0 - 0, 0 - 0)
- 6/1	Frölunda HC (h)	3 - 2 (0 - 0, 1 - 1, 1 - 1, 1 - 0)
- 9/1	Färjestads BK (b)	5 - 2 (1 - 0, 3 - 1, 1 - 1)
- 11/1	Mora IK (b)	5 - 3 (3 - 1, 1 - 2, 1 - 0)
- 16/1	HV71 (h)	1 - 3 (0 - 0, 0 - 0, 1 - 3)
- 18/1	Linköpings HC (b)	3 - 2 (0 - 1, 2 - 0, 0 - 1, 1 - 0)
- 20/1	Timrå IK (b)	0 - 5 (0 - 2, 0 - 0, 0 - 3)
- 22/1	Brynäs IF (h)	3 - 3 (2 - 2, 0 - 0, 1 - 1, 0 - 0)
- 27/1	MODO Hockey (h)	2 - 1 (0 - 1, 0 - 0, 2 - 0)
- 30/1	Färjestads BK (b)	3 - 4 (1 - 1, 1 - 1, 1 - 2)
- 1/2	Frölunda HC (h)	4 - 2 (1 - 0, 0 - 2, 3 - 0)
- 3/2	Skellefteå AIK (b)	2 - 3 (1 - 1, 0 - 1, 1 - 1)
- 13/2	Brynäs IF (b)	3 - 1 (0 - 0, 2 - 0, 1 - 1)
- 15/2	Timrå IK (h)	2 - 1 (2 - 0, 0 - 0, 0 - 1)
- 17/2	Malmö Redhawks (b)	1 - 3 (1 - 0, 0 - 1, 0 - 2)
- 19/2	Mora IK (h)	5 - 3 (0 - 1, 1 - 1, 4 - 1)
- 22/2	HV71 (h)	4 - 4 (1 - 1, 2 - 2, 1 - 1, 0 - 0)
- 26/2	Luleå HF (h)	2 - 1 (0 - 0, 1 - 0, 0 - 1, 1 - 0)
- 28/2	Malmö Redhawks (b)	2 - 1 (0 - 0, 2 - 0, 0 - 1)
- 2/3	Linköpings HC (b)	2 - 4 (1 - 0, 0 - 1, 1 - 3)

### Tabell
| Nr | Lag            | S  | V  | O  | F  | ÖV | ÖF | GM  | IM  | MS  | P  |
| -- | -------------- | -- | -- | -- | -- | -- | -- | --- | --- | --- | -- |
| 1  | Färjestads BK  | 55 | 26 | 16 | 13 | 5  | 4  | 197 | 145 | +52 | 99 |
| 2  | HV71           | 55 | 25 | 15 | 15 | 3  | 3  | 170 | 150 | +20 | 93 |
| 3  | Modo           | 55 | 24 | 10 | 21 | 3  | 3  | 159 | 140 | +19 | 85 |
| 4  | Linköpings HC  | 55 | 22 | 14 | 19 | 2  | 5  | 151 | 153 | −2  | 82 |
| 5  | Timrå IK       | 55 | 22 | 12 | 21 | 4  | 3  | 129 | 136 | −7  | 82 |
| 6  | Brynäs IF      | 55 | 18 | 20 | 17 | 6  | 2  | 146 | 137 | +9  | 80 |
| 7  | Luleå HF       | 55 | 21 | 11 | 23 | 5  | 2  | 171 | 163 | +8  | 79 |
| 8  | Mora IK        | 55 | 23 | 9  | 23 | 0  | 3  | 147 | 155 | −8  | 78 |
| 9  | Frölunda HC    | 55 | 22 | 9  | 24 | 1  | 2  | 167 | 162 | +5  | 76 |
| 10 | Djurgårdens IF | 55 | 19 | 14 | 22 | 5  | 1  | 146 | 148 | −2  | 76 |
| 11 | Skellefteå AIK | 55 | 18 | 13 | 24 | 6  | 3  | 139 | 178 | −39 | 73 |
| 12 | Malmö Redhawks | 55 | 11 | 15 | 29 | 0  | 9  | 119 | 174 | −55 | 48 |

Tabelldata är hämtade från Svenska Ishockeyförbundet.